# Piano Andinia
Il piano Andinia è una teoria del complotto sulla colonizzazione e conversione religiosa dell'Argentina da parte della ebraismo tramite massicce ondate migratorie, che nel tempo avrebbero procurato la maggioranza democratica agli ebrei immigrati e la conseguente finalità ultima di costituire uno Stato ebraico.

## Storia
Le prime ondate migratorie vennero dall'Europa e furono inizialmente costituite in gran parte da persone di religione ebraica. Alcune politiche di nazioni europee vennero attuate proprio per delocalizzare la massiccia comunità ebraica europea in altre regioni; nel decennio 1880-90, il barone ebreo tedesco Maurice de Hirsch organizzò una campagna per i suoi correligiosi al fine di farli stabilire nel vicino Impero russo. L'ebreo russo Alberto Gerchunoff invece considerò l'Argentina come nuova meta per la comunità ebrea d'Europa e invitò in numerosi a stabilirsi nel paese.
La fondazione della Jewish Colonization Association, un'organizzazione francese istituita l'11 settembre 1891 per gestire le comunità ebraiche immigrate in America latina ed Europa orientale, fu una delle basi per cui prese corso la possibilità di un piano di colonizzazione dell'Argentina. Ad oggi tuttavia l'effettiva esistenza di un tale piano non è mai stata provata, ma menzionata nel tempo da organizzazioni filonaziste e di estrema destra.

## Implicazione del sionismo internazionale
La nascita di questa teoria cospirativa sarebbe da ricercarsi nelle fobie antisemite scaturitesi nel tempo tra la popolazione a seguito della crescente ondata migratoria e dall'elevato tasso di natalità presente tra gli ebrei, motivo che giustificò la paura di una sovraimmigrazione. Secondo alcuni, il piano Andinia sarebbe stato creato e coordinato dal sionismo mondiale allo scopo di ricercare una seconda terra promessa per gli ebrei oltre la Palestina, questa venne identificata nell'Argentina.
Altre teorie sostengono che la colonizzazione dell'Argentina ebbe inizialmente priorità di attuazione rispetto alla ripresa della Palestina e alla fondazione dello Stato di Israele.